# Wildberg (Zurich)
Pour les articles homonymes, voir Wildberg.
Wildberg est une commune suisse du canton de Zurich.

Vue aérienne par Walter Mittelholzer (1919).